# Dãy núi Thiên

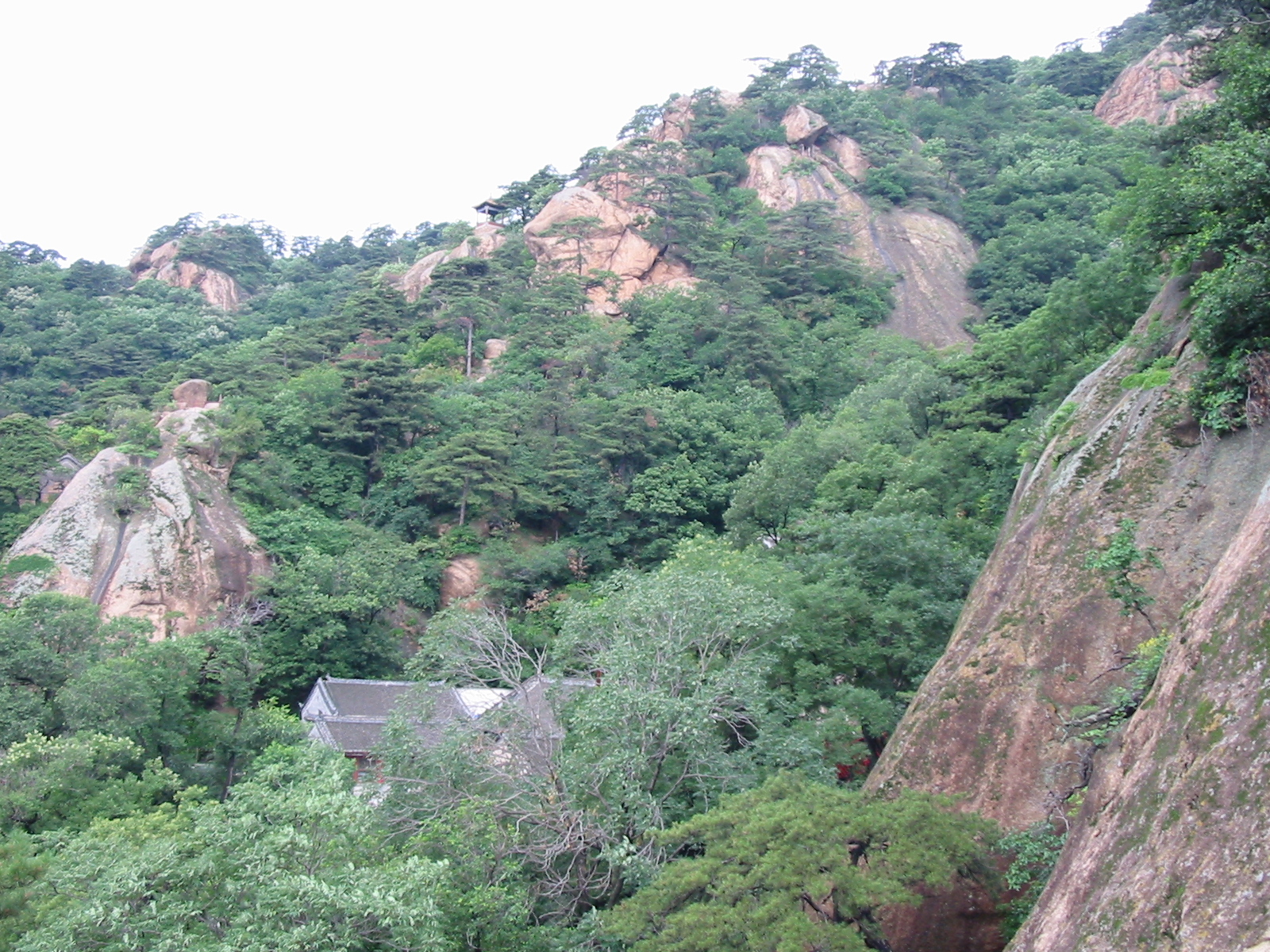
Sườn núi Thiên Sơn.

Dãy núi Thiên hay Thiên Sơn (tiếng Trung: 千山; bính âm: Qiān Shān) là một nhánh của dãy núi Trường Bạch ở biên giới Trung Quốc-Bắc Triều Tiên, bắt đầu từ phía đông tỉnh Cát Lâm, mở rộng về phía đông và phía nam tỉnh Liêu Ninh, xuống đến bán đảo Liêu Đông tại Kim Châu với tổng chiều dài trên 200 km. Một phần của dãy núi là là một vườn quốc gia (Vườn quốc gia Thiên Sơn). Dãy núi có một số đỉnh nổi bật như:
- Đại Hắc Sơn (Đại Liên)
- Đỉnh Thiên Sơn (An Sơn)
- Ngũ Nữ Sơn (Bản Khê)

Dãy núi nổi tiếng với hệ động thực vật phong phú, xen lẫn là những đền thờ Phật giáo, Đạo giáo.